# Ronin

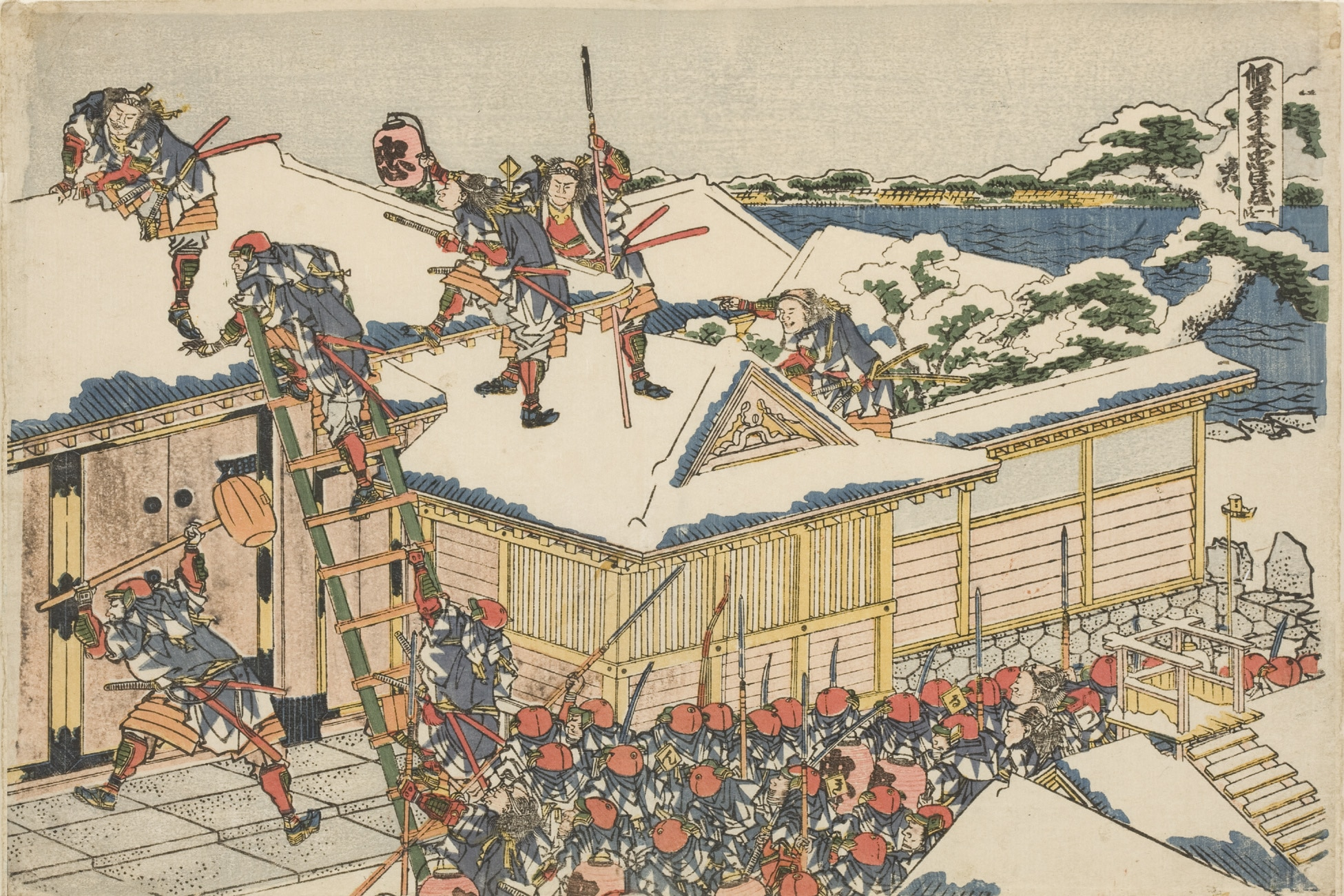
L'assalto al palazzo di Kira Yoshinaka, stampa di Hokusai

Ronin (浪人?, rōnin, lett. "uomo alla deriva", "persona che impara a diventare samurai" o "uomo-onda") (pronuncia [ɾoːɲiɴ]) è un termine giapponese che designava il samurai decaduto, rimasto senza padrone o per la morte di quest'ultimo o per averne perso la fiducia.

## Storia
Nel X secolo il termine ronin indicava i contadini che per evitare tasse troppo onerose abbandonavano le loro terre per trasferirsi in regioni non ancora sottomesse dall'autorità o dai monasteri buddhisti. Durante il periodo Tokugawa i ronin, samurai senza padrone, aumentarono considerevolmente, conseguenza della soppressione di molti feudi; per il loro spirito autonomo e bellicoso contribuirono alla disfatta del governo Tokugawa, confermandosi guerrieri abili e temibili persino dal più valoroso e potente samurai al servizio di un signore.

## Caratteristiche
Quando il nobile padrone a cui un samurai era legato moriva o perdeva la fiducia in quest'ultimo, il samurai perdeva il proprio onore, diventando un guerriero errante. Il bushido (un codice di condotta e un modo di vita) prevedeva che per espiare la propria colpa e riacquistare l'onore perso con la morte del proprio padrone si dovesse ricorrere alla pratica dello harakiri, che significa letteralmente "tagliare il ventre", e rappresenta la parte culminante della pratica del suicidio rituale denominato seppuku, che avviene per sventramento mediante l'uso di una spada corta chiamata tanto. Il venir meno a questi princìpi causava il disonore del guerriero, che diventava quindi un ronin, e cioè un samurai errante senza onore e dignità.
Questi tipi di samurai avevano un duplice ruolo: da una parte erano guerrieri erranti disposti a lavorare per chiunque li pagasse, oppure unendosi in gruppi potevano spesso creare scompiglio nei villaggi, saccheggiandoli e/o installandovisi; dall'altra, pur continuando a far parte dell'elevata casta dei samurai, i ronin potevano mettersi al servizio del popolo, insegnando arti marziali e della guerra, facendosi assumere come guardie del corpo (yōjinbō) oppure difendendo il villaggio da aggressioni esterne. Se un samurai uccideva un ronin, non doveva temere nessuna vendetta, poiché i ronin non erano legati a nessuno, e questo rese i ronin una facile preda dei samurai più potenti, i quali nutrivano anche un certo disprezzo per questi guerrieri erranti.

## Utilizzo moderno del termine
Nel Giappone moderno il termine può indicare lo studente che ha fallito l'esame di ammissione all'università o, nel gergo delle corse, un pilota senza scuderia. La parola mantiene quindi una valenza spregiativa, in Giappone, salvo il caso dei cosiddetti "quarantasette ronin", le cui gesta, realmente avvenute intorno al 1701, furono narrate prima nel Chūshingura, un'opera jōruri (teatro delle marionette), e successivamente in rappresentazioni di kabuki (commedia danzata). La leggenda si è in seguito impadronita dei personaggi, trasformandoli in esempi viventi del bushido, cioè dell'etica samurai che costituisce tuttora uno dei cardini morali della società giapponese.